# Formica rufa
Formica rufa é uma espécie de formiga do gênero Formica, pertencente à subfamília Formicinae.